# Тавнан
Тавнан, тавнангут (монг. тавнан, тавнангууд, бур. табангууд) — один из старинных монгольских родов. Потомки аристократического рода, изначально образованного в качестве отборной военной единицы во времена Чингисхана.

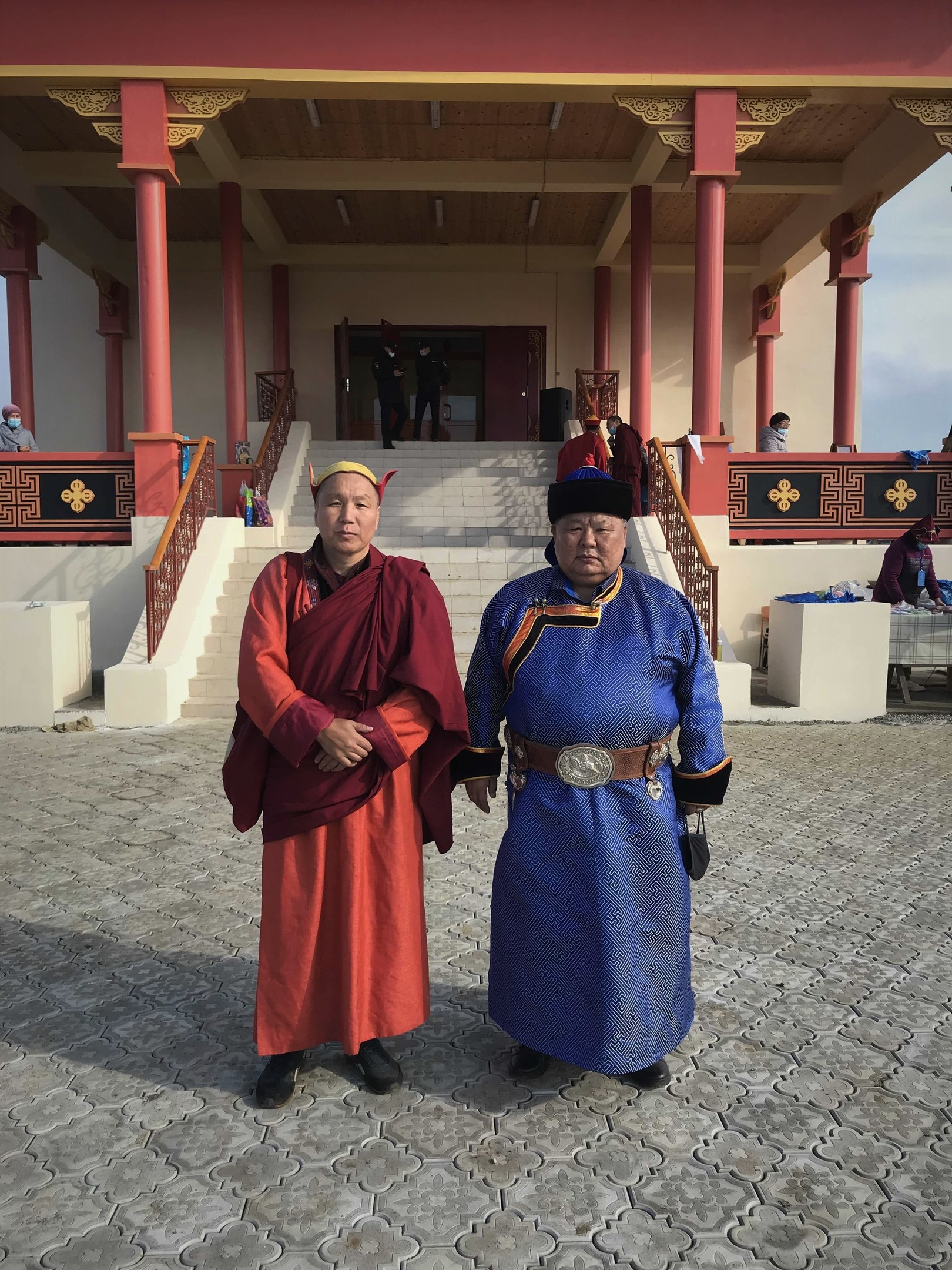
Представители бурятского рода табангут на праздновании по случаю открытия Янгажинского дацана

## Этноним
Согласно А. Очиру, название тавнан появилось в результате объединения двух слов: числительного из монгольского языка таван (tabun) и слова ван (王 wang) из китайского языка, что и образовало tabun+wang.
Согласно другой версии, тавнан исходит от числительного тав в монгольском языке: изначально оно звучало как тавд или тавнад,  позже изменившись до тавнан. Другие определяют тавнан как наименование титулов монгольских князей.
Титул тавнан в литературе также встречается в формах тавнанг, табун, табунанг.

## История
Род тавнан (tabunang) впервые появился в XIII в. Как известно, Чингисхан отдавал предпочтение пяти аймакам (племенам), заслуга которых была не только в создании Великого Монгольского государства, но и в войнах. Их называли «пятью опорами» или пятью большими аймаками. Это были уруты, мангуты, джалаиры, хонгираты и икиресы. Особую роль они сыграли в войне с империей Цзинь (Золотой империей чжурчжэней), главу которого монголы называли Алтан-хан.
В 1217 г. Чингисхан велел Мухали организовать войска «тамачи пяти дорог» за счёт отбора из этих аймаков сильных и крепких воинов. Так появились войска-тамачи. В наступлениях они должны были находиться в авангарде войск, а с захватом объектов, т. е. городов и мест, на них возлагались охранные функции. Чингисхан и его преемники определили пяти аймакам близлежащие земли — Далай-Нур, реки Лууха за Гоби, Желтая (Хуанхэ), город Шанду и территории к северо-востоку от Пекина.
В период империи Юань этим аймакам вменялось в обязанность готовить довольствие для ханского дворца. Являясь слугами дворца, аристократы этих аймаков нередко имели и родственные связи с представителями золотого рода: их дочери выходили замуж за великих ханов и нойонов, или предводители аймаков брали жён из рода Чингисхана. Так, представительницы рода хонгират получили титул «хатун» от великих ханов Чингиса, Мунхэ и Хубилая. Их же брали в жёны и Улзийт, Хайсан Хулэг, Буянт и другие. Благодаря своим близким отношениям с монгольскими великими ханами правители аймаков наделялись титулами ван от ханов Юаньского государства, в связи с чем их именовали «аймаками пяти ванов».
Тавнан относилось изначально лишь к правителям названных выше пяти аймаков. Иными словами, под таван ван (пять ванов) или тавнан подразумевали лишь нойонов урутского, мангутского, джалаирского, хонгиратского и ихиритского (икиресского) аймаков, которые брали жён из рода чингизидов и становились их зятьями. Однако после падения Юаньского государства название тавнан употреблялось для всех, кто брал жён из аристократических семей. Поэтому носители этнонима тавнан, появившиеся после XV в., были выходцами из разных родов. Вместе с этим нойоны и аристократы брали также дочерей из рода тавнан в жёны, тем самым создавая родственные связи.
В XV—XVII вв. тавнан принимали активное участие в военных и административных делах. Таким образом, повсеместное распространение названия тавнан на зятьёв любого нойона привело к их появлению в разных местах Монголии и, соответственно, к значительному распространению. По мере увеличения численности росли их авторитет и влияние, благодаря чему некоторые тавнаны имели равные права с князьями и такие же привилегии. Они приезжали на сеймы и принимали участие в принятии законов. Согласно некоторым законам, в описываемый период тавнан по рангу занимали четвертое место сразу за малыми князями. Это значит, что они имели равные права с четырьмя чиновниками министерств. В XV—XVII вв. некоторые тавнаны имели своих подданных. Их численность была разной и зависела от места и роли их хозяев в обществе, родовой принадлежности и авторитета. Со временем тавнан — выходцы из разных племён, перемешанные с монгольскими аристократами, составили многочисленные роды, которые проживают во многих аймаках Монголии.
В период распространения буддизма в Монголии от тавнангууд ответвился род равданууд. По архивным данным известно, что в начале XX в. в хошуне Илдэн дзасака Сэцэнхановского аймака (ныне сомон Халхгол Восточного аймака) и хошуне Дайчин дзасака (ныне сомон Батноров, администрация Бэрх и юго-западная часть сомона Норовлин Хэнтэйского аймака) проживали представители рода тавнангууд и кости равдангууд. Равдан (rab-rtan) — тибетское слово, обозначающее «очень крепкий».

### Табангуты
В XVII в. табангуты возглавляли конгломерат племён, ареал расселения которых распространялся по обширным пространствам Забайкалья, включая долину Селенги и её притоков Уды, Хилка, Чикоя. По русским документам XVII в. в их ареал входил и исток Ангары.
В русских документах их называли табунутами, таболынцами. После нескольких крупных столкновений с русскими отрядами, проникавшими в Забайкалье, табангуты откочевали на юг, в Монголию. Однако, как отмечал Г. Н. Румянцев, они продолжали кочевать по обе стороны монгольской границы. В начале 1689 г. воеводой Ф. А. Головиным был заключен договор с табунутскими сайтами, согласно которому 1200 юрт табунутов приняли русское подданство.
К настоящему времени сложилось два мнения о происхождении этнонима табангут. Версия о народной этимологии была выдвинута С. П. Балдаевым: «Табангут произошел от пятерых братьев. Бурят-монголы обычно пятерых братьев называют табангуут». Другую точку зрения привёл Ц. Б. Цыдендамбаев: он считал, что в основе этнонима лежит термин табунанг — «ханский зять». Этого же мнения придерживался С. Д. Тубчинов. А. Очир также считает табангутов представителями рода тавнан (табунанг).

### Табыны
В состав тюркских народов входят этнические группы, этноним которых произошёл от монгольского числительного табан (тав) — пять. В состав башкир входит крупное родоплеменное объединение табын, которое в свою очередь включает в свой состав малое племя табын. Род табын входит в состав казахов.
Табыны включаются исследователями в число родоплеменных групп, связанных в прошлом с монголами. Этническая связь табынов с монголами, как отметил Н. В. Бикбулатов, прослеживается по целому ряду различных источников. По устным преданиям, табыны — потомки военачальника Чингисхана Майкы-бия.

## Расселение
В Монголии представители рода тавнан, по данным А. Очира, зарегистрированы в сомоне Тэшиг Булганского аймака; сомонах Даланжаргалан, Хар айраг, Иххэт, Алтанширээ Восточно-Гобийского аймака; сомонах Матад, Халхгол Восточного аймака; сомонах Говь-Угтаал, Цагаандэлгэр, Баянжаргалан, Ундершил Средне-Гобийского аймака; сомоне Сонгино Завханского аймака; сомоне Сухэ-Батор Сухэ-Баторского аймака; сомонах Баян и Баянжаргалан Центрального аймака; сомоне Галт Хубсугульского аймака; сомонах Батширээт и Баянхутаг Хэнтэйского аймака и аймаке Говь-Сумбэр. Представители рода также зафиксированы в Республике Бурятия РФ и во Внутренней Монголии КНР.
Носители родовой фамилии Тавнан в настоящее время проживают в Улан-Баторе и практически во всех аймаках Монголии за исключением Говь-Алтай и Баян-Улгий. Носители родового имени Равдан проживают в Улан-Баторе и на территории аймаков Уверхангай, Дундговь, Дорноговь, Умнеговь, Орхон и др. Боржигон Равдан зарегистрированы в Улан-Баторе и аймаке Умнеговь.
Тавнан известны в составе баятов. Табун аймак в составе юншиэбу, согласно Д. Буяндэлгэру, являются потомками табун отока — пяти племён (тавнан). Во Внутренней Монголии известны роды табунанг, табын халха, табугуд, табун эрэ, табун баян, табун хушигу, табун садун, табун дэгузинг, тугуриг табын. В составе сарт-калмыков имеются роды таван-талха, таван-хар.
Табангуты, вошедшие в состав селенгинских бурят, проживают преимущественно в Джидинском и Кяхтинском районах Республики Бурятия. Табангуты также вошли в состав ашибагатов и хамниган. Табангуты были основой Еравнинского (Яравнинского) административного рода хамниган. Также известно, что табан (табанагууд) были одним из четырёх аймаков хамниганского рода урянхай-тугчин. Носители родового имени тавнан (тавнангууд) также входят в состав баргутов Хулун-Буира Внутренней Монголии.
В Монголии проживают носители следующих родовых фамилий: тавнан, тавнангууд, боржгон тавнан, боржгон тавнангууд, боржигин тавнан, боржигин тавнангууд, боржигон тавнагууд, боржигон тавнан, боржигон тавнангууд, табангууд, тав, тав ноён, тав тайж, тавад, таван, таван баяд, тавангууд, тавд, тавнаг, тавнагууд, тавнан боржгон, тавнан боржигон, тавуд, тавууд.